# Gazibare
Gazibare (cyr. Газибаре) – wieś w Bośni i Hercegowinie, w Republice Serbskiej, w gminie Višegrad. W 2013 roku liczyła 9 mieszkańców.